# Mam na imię Iwan, a ty Abraham
Mam na imię Iwan, a ty Abraham (fr. Moi Ivan, toi Abraham) – białorusko-francuski dramat filmowy z 1993 roku w reżyserii Yolande Zauberman, która była także autorką scenariusza.
Film zdobył nagrodę główną na MFF w Moskwie; prezentowano go również na 9. Warszawskim Festiwalu Filmowym w 1993 roku. Był oficjalnym białoruskim kandydatem do Oscara dla najlepszego filmu nieanglojęzycznego, ale ostatecznie nie otrzymał nominacji.

## Fabuła
W 1930 roku Iwan, który jest chrześcijaninem, uczy się zawodu u żydowskiej rodziny. Zaprzyjaźnia się z Abrahamem – synem gospodarzy. Ze względu na szerzącą się niechęć do Żydów chłopcy uciekają.

## Obsada
- Aleksandr Jakowlew – Iwan
- Roma Aleksandrowicz – Abraham
- Daniel Olbrychski – Stiepan
- Rołan Bykow – Nachman
- Oleg Jankowski – Książę
- Hélène Lapiower – Reyzele
- Malina Jabłonska – Bada
- Ajlika Kremer – Mania
- Maria Lipkina – Rachel
- Aleksandr Kalagin – Mardoche
- Władimir Maszkow – Aaron
- Zinowij Gerdt – Zalman